# Cyclamat
Cyclamat (E 952) ist ein synthetischer Süßstoff. Chemisch handelt es sich um Cyclohexylsulfaminsäure und ihre Natrium- und Calciumsalze. Cyclamat ist 35-mal süßer als Saccharose (Zucker), aber nur ein Zehntel so süß wie Saccharin. Cyclamat ist in Deutschland seit 1964 zugelassen und hat von den in der EU zugelassenen Süßstoffen die geringste Süßintensität. Cyclamat hat einen besonders zuckernahen Geschmack.

## Geschichte
Bei der Suche nach fiebersenkenden Stoffen synthetisierte der Chemiker Michael Sveda an der University of Illinois Cyclohexylsulfaminsäure durch Chlorsulfonierung von Cyclohexylamin und stellte dabei zufällig fest, dass dieser Stoff süß schmeckte. Diese Säure und ihre Natrium-, Kalium- und Calciumsalze wurden nach Svedas Wechsel zu der Firma DuPont unter dem Namen Cyclamat patentiert. Das Patent wurde später von der Firma Abbott Laboratories übernommen. Zunächst konnte sich dieser Süßstoff gegenüber Saccharin nicht durchsetzen, weil Saccharin zehnmal süßer war und sich billiger herstellen ließ. Der Vorteil jedoch war, dass der Geschmack eher dem der Saccharose entsprach und keinen metallischen Nachgeschmack wie beim Saccharin aufwies. Das erste kalorienfreie Erfrischungsgetränk No-Cal mit Cyclamat (Calciumsalz) wurde 1953 für chronisch an Diabetes erkrankte Patienten in einem Sanatorium in Brooklyn eingeführt. In der Folge setzte sich Cyclamat in Mischungen mit Saccharin durch. Die erste kalorienfreie Cola mit einem Cyclamat-/Saccharin-Gemisch unter dem Namen Diet-Rite-Cola wurde 1958 auf den Markt gebracht.

## Eigenschaften und Verwendung
Cyclamat ist hitzebeständig und lässt sich daher auch zum Kochen und Backen verwenden. Es wird vor allem für kalorienreduzierte Lebensmittel benutzt. Um eine höhere Süßkraft ohne geschmackliche Nachteile zu erhalten, werden häufig Mischungen von Cyclamat mit Saccharin im Verhältnis 10:1 hergestellt. Aufgrund seiner synergistischen Eigenschaften lässt sich Cyclamat gut mit allen anderen Süßstoffen kombinieren.

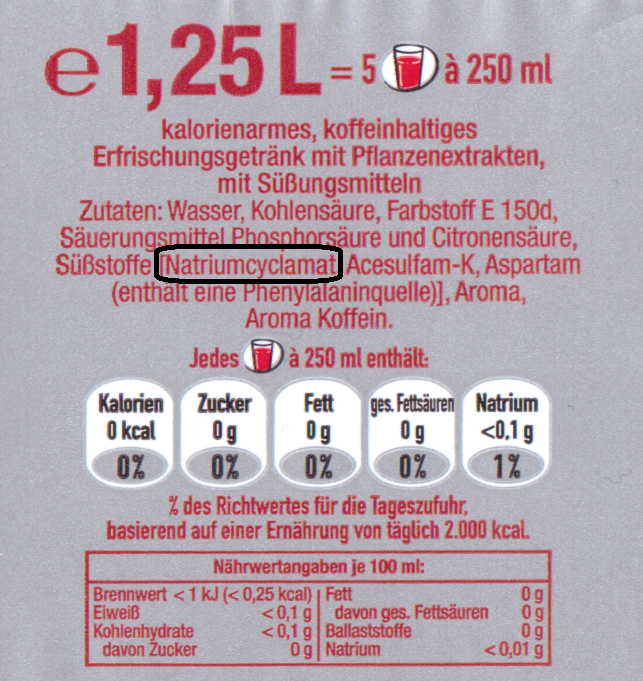
Natriumcyclamat-Deklaration bei einem Getränk.

Die erlaubte Tagesdosis (Acceptable Daily Intake, ADI) beträgt 7 mg/kg Körpergewicht. Dieser Wert wird in der Regel bei Konsumenten mit durchschnittlich hohem Cyclamatverzehr nicht überschritten. Werden jedoch aromatisierte Getränke, die aus Wasser hergestellt wurden, eingenommen, so dürfen diese bis zu 400 mg/l Cyclamat enthalten. Werden dazu noch weitere cyclamatgesüßte Lebensmittel verzehrt, so „kann mit deutlichen ADI-Wertüberschreitungen insbesondere bei jüngeren Verbrauchern“ gerechnet werden. Cyclamat wird nicht verstoffwechselt und verlässt den Organismus der meisten Verbraucher unverändert über die Nieren. Darin ist es mit den Süßstoffen Acesulfam und Saccharin vergleichbar. Nur sehr wenige Menschen verfügen über Bakterien in der Darmflora, die das Cyclamat zu einem geringen Teil umwandeln können. Das eventuell anfallende Abbauprodukt ist Cyclohexylamin.

## Gesundheitsrisiken
Cyclamat kam unter Verdacht, krebserregend zu sein, nachdem Tierversuche mit einer extrem hohen Dosis von täglich 2,5 g/kg Körpergewicht in den USA die Begünstigung von Blasenkrebs gezeigt hatten. Neuere Studien konnten diesen Verdacht jedoch nicht erhärten.
In den USA ist Cyclamat seit 1970 verboten.
In Europa ist es für bestimmte Lebensmittel mit Höchstmengenbeschränkung zugelassen: dazu gehören energiereduzierte und zuckerfreie Getränke (max. 250 mg/l), Desserts (max. 250 mg/kg), Brotaufstriche (max. 500 – 1000 mg/kg), Konfitüren (max. 500 – 1000 mg/kg), Marmeladen (max. 500 – 1000 mg/kg), Gelees (max. 500 – 1000 mg/kg), Obstkonserven (max. 1.000 mg/kg), Nahrungsergänzungsmittel (max. 400 – 1250 mg/kg). Zum Süßen von Speiseeis, Bonbons und Kaugummis ist es nicht mehr zugelassen.
Bis zu einer täglichen Einnahme von 7 mg pro Kilogramm Körpergewicht gilt Cyclamat auch langfristig als unbedenklich, trotzdem wird von einigen Verbraucherschützern vom häufigen Verzehr abgeraten.